# Borin Do
Borin Do (cyr. Борин До) – wieś w Serbii, w okręgu jablanickim, w gminie Vlasotince. W 2011 roku liczyła 108 mieszkańców.